# Buran 2.02
2.02 – drugi radziecki wahadłowiec z drugiej serii (czwarty w ogóle). Budowa została rozpoczęta najprawdopodobniej już w 1991 roku i w zasadzie zakończyła się na etapie surowego szkieletu. Kilka lat przeleżał w hali fabryki, a potem został przeznaczony na złom.